# Szostakowo (Białoruś)
Szostakowo, dawniej Szostaków (biał. Шастако́ва, ros. Шестаково) – wieś na Białorusi, w ratajczyckiej radzie wiejskiej rejonu kamienieckiego obwodu brzeskiego. 
Wieś szlachecka położona była w końcu XVIII wieku w powiecie brzeskolitewskim województwa brzeskolitewskiego.
W czasach zaborów wieś należała do gminy Ratajczyce w powiecie brzeskim guberni grodzieńskiej. W pobliżu wsi znajdują się starodawne kurhany. 
We wsi, we dworku generała Alberga, dzierżawionym przez Trauguttów urodził się w 1826 roku Romuald Traugutt. Fakt ten upamiętnia tablica pamiątkowa postawiona na miejscu zniszczonego obecnie dworku. 
W dwudziestoleciu międzywojennym Szostakowo należało do gminy wiejskiej Ratajczyce w powiecie brzeskim województwa poleskiego.